# Universidade São Tomás (Colômbia)

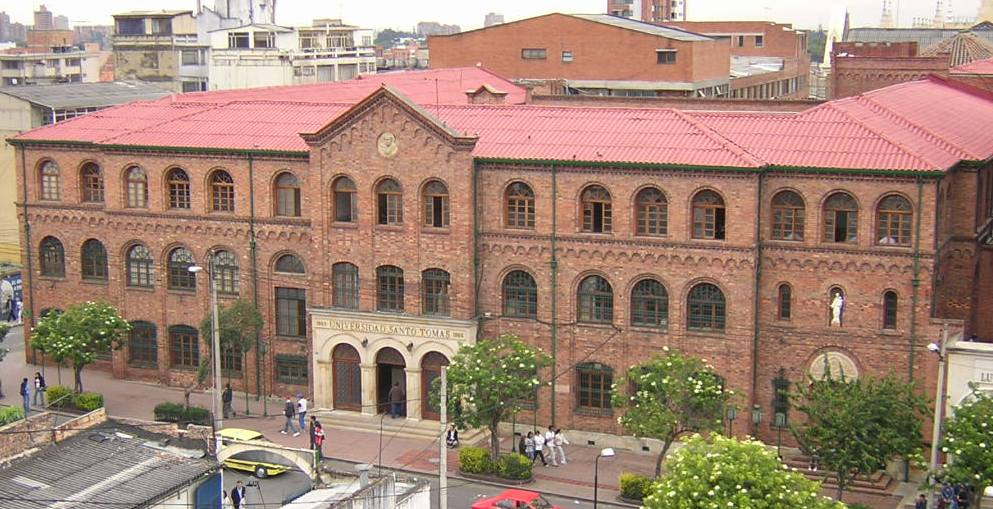
Universidade Santo Tomás

A Universidade Santo Tomás ( em castelhano:  Universidad Santo Tomás ) é uma universidade católica romana localizada em Bogotá, Colômbia. É a universidade colombiana mais antiga, fundada em 1580 pela Ordem Dominicana. Possui campi em Bucaramanga, Tunja, Medellín e Villavicencio, e oferece educação a distância. 

## Símbolos
A Bandeira: É composta por cinco faixas horizontais, três verdes e duas brancas intercaladas, o escudo da Universidade na parte central.
O Selo: Foi elaborado para afirmar a origem pontifícia da instituição com a bula fundadora "Romanux Pontifex" de 1580, mandato autêntico do Papa Gregório XIII e é usado em certificados e diplomas emitidos pela Universidade.
Escudo: É formado pela Cruz de Calatrava em preto e branco ao centro dezesseis raios circulares dourados, símbolo do sol de Aquino, sobre fundo circular azul e o lema latino Facientes Veritatem, praticantes da verdade, em faixa vermelha.
O Hino: Composto por oito versos, faz clara alusão à formação humanista e profissionalizante da universidade.